# Pflanzenschutzgerät

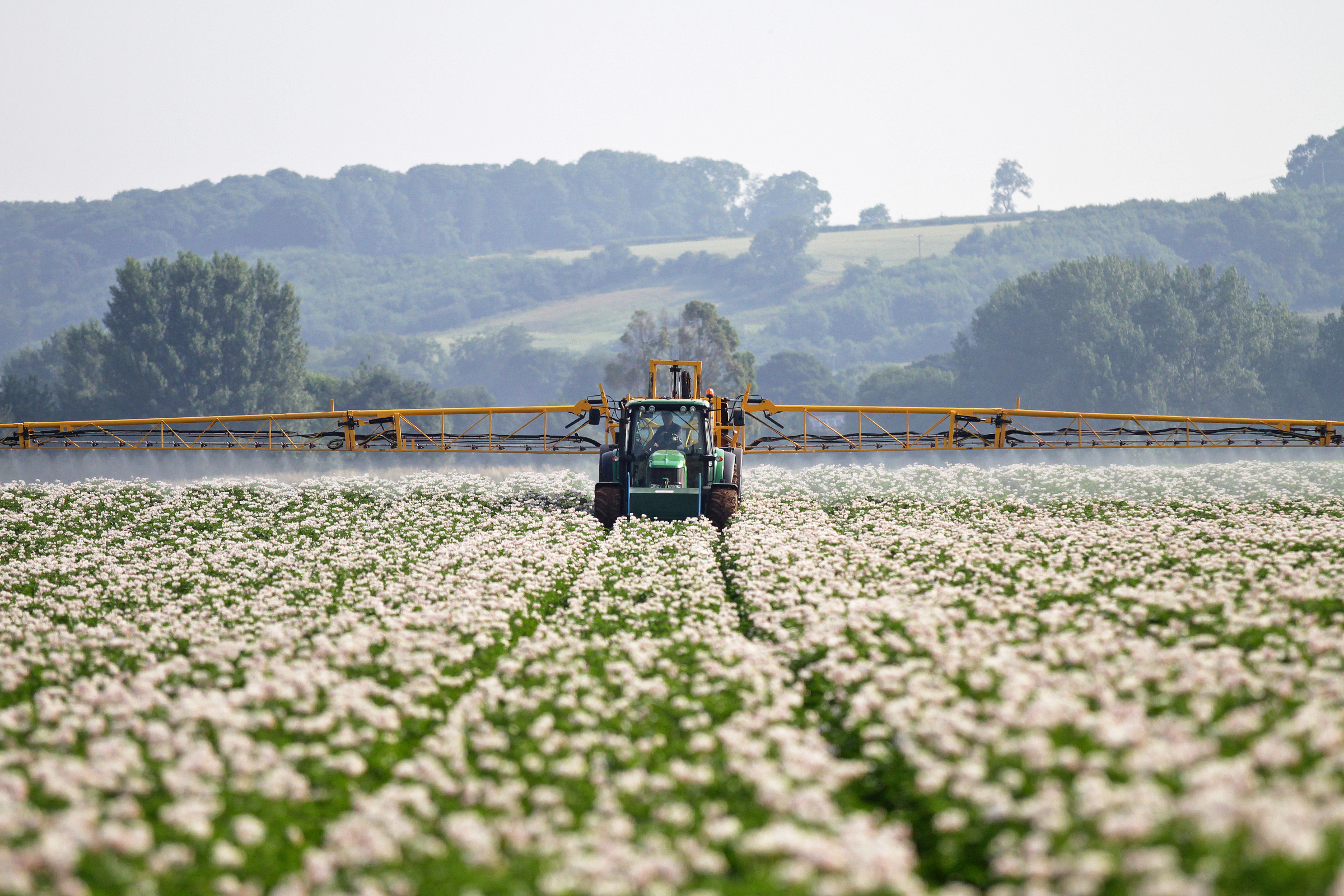
Anhängespritze in einem Kartoffelfeld

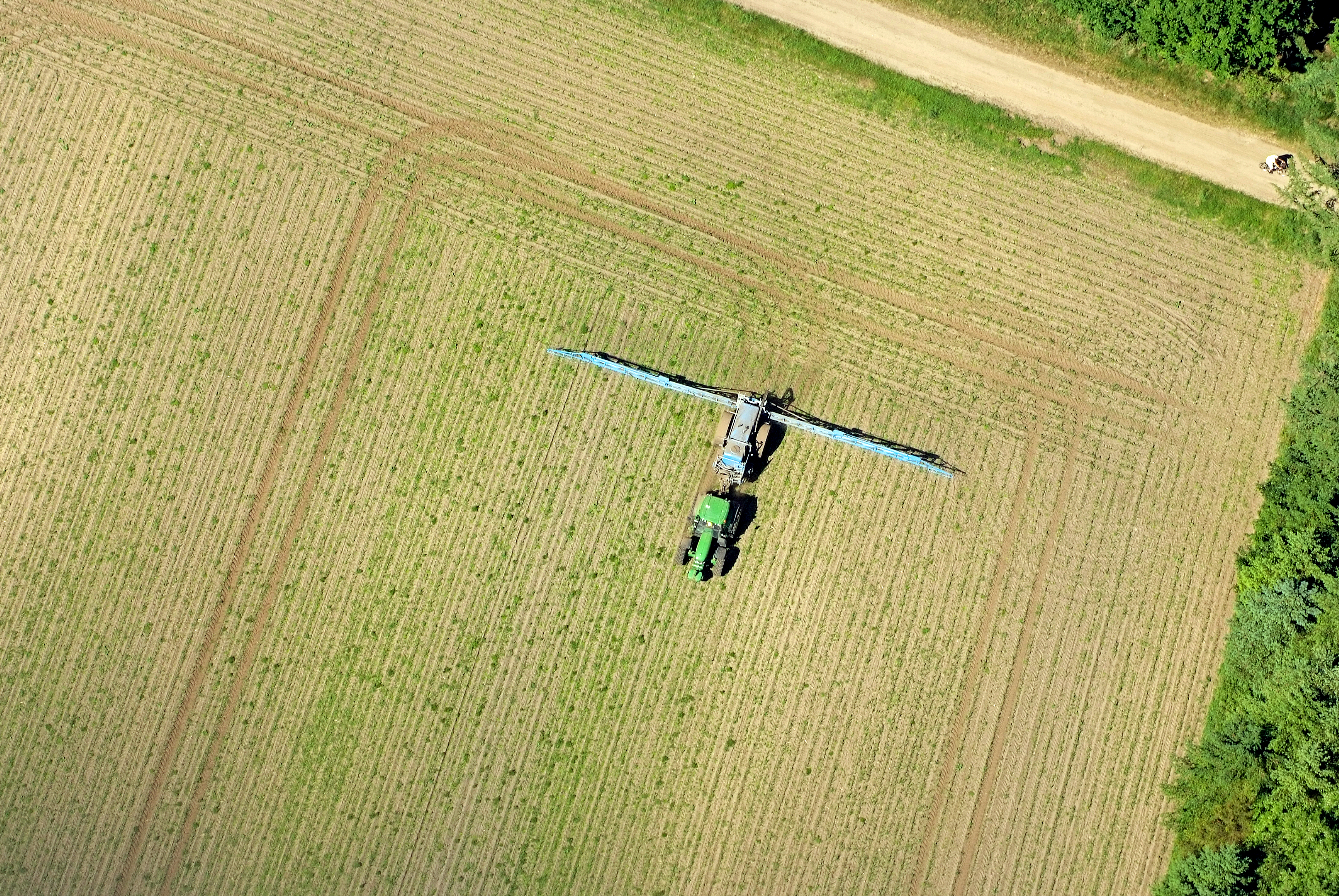
Spritze mit breitem Spritzgestänge aus der Luft

Ein Pflanzenschutzgerät (landläufig Spritze) wird in der Landwirtschaft zum Pflanzenschutz und zur Düngung eingesetzt. Es zerstäubt Flüssigkeiten und verteilt sie auf Pflanzen und/oder Boden. Eingesetzt wird es im Ackerbau, Gartenbau, Obst- und Weinbau sowie Waldbau. Für unterschiedliche Anwendungen wird mit verschiedenen Spritzdüsen, Drücken und Geschwindigkeiten gearbeitet.
Pflanzenschutzgeräte werden entweder von Hand geführt und betrieben, von Traktoren, als eigenständige Fahrzeuge (Selbstfahrspritzen) oder durch Agrarflugzeuge.

## Gerätearten und ihre Funktion

### Gartenspritze

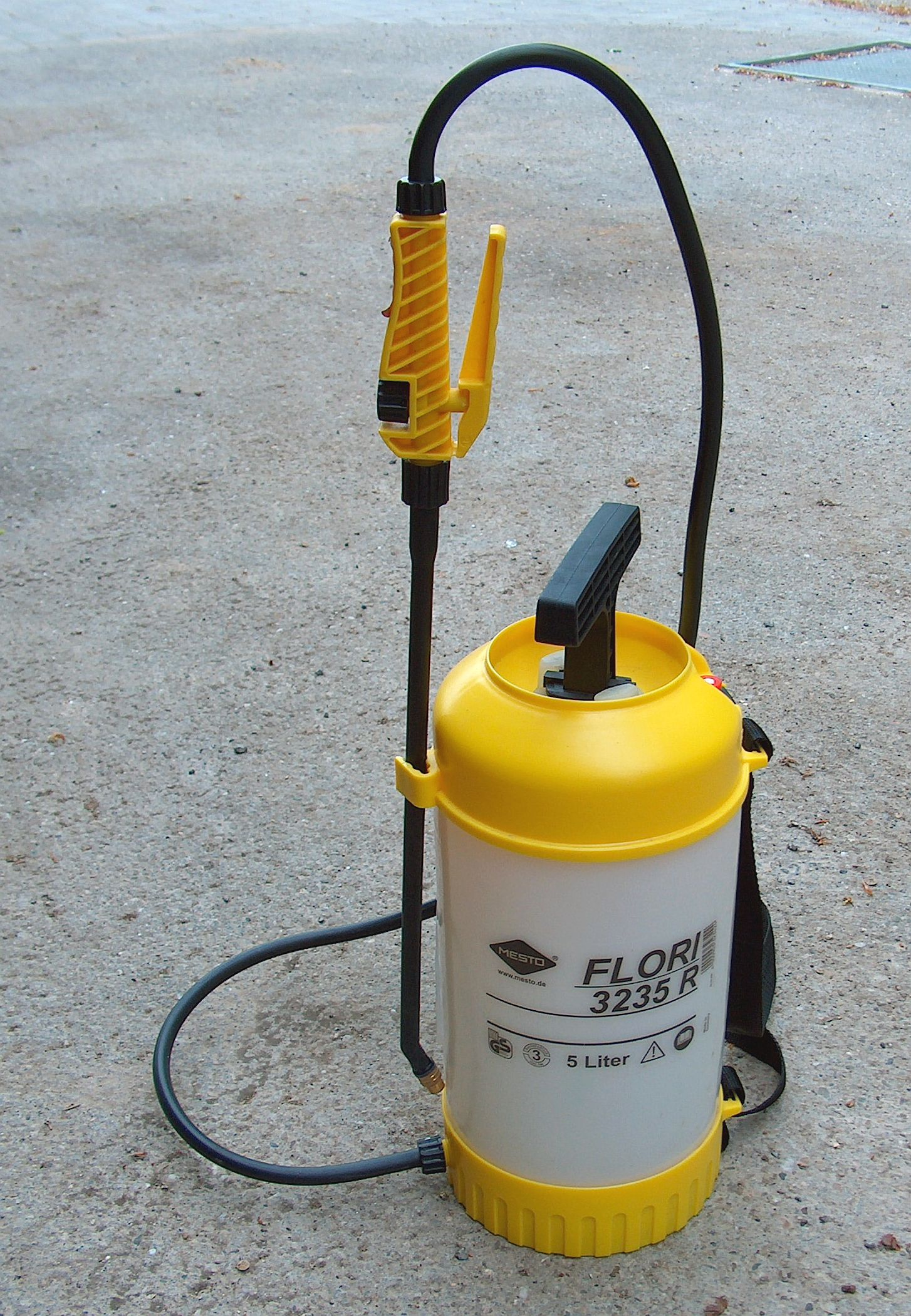
Gartenspritze

Gartenspritzen haben meist ein Fassungsvermögen von wenigen Litern und können daher in der Hand oder auf dem Rücken getragen werden.
- Bei einfachen Handspritzen wird vor der Ausbringung durch eine Luft-Pumpe Überdruck im Vorratsbehälter erzeugt, sodass die Flüssigkeit über einen angeschlossenen Schlauch der Spritzdüse zustrebt. Wenn der Druck stärker abgefallen ist, muss man die Ausbringung zum Nachpumpen unterbrechen.
- Bei auf dem Rücken getragenen Spritzen wird die Spritzbrühe meist mittels einer handbetätigten Pumpe kontinuierlich von unten in einen luftgefüllten Druckbehälter gedrückt, aus dem es über einen Schlauch mit Handventil und Düse entweichen kann.

Gartenspritzen werden häufig im Garten im Pflanzenschutz verwendet. In der Landwirtschaft werden sie beispielsweise zur selektiven Behandlung kleiner Behandlungsflächen oder in Sonderkulturen eingesetzt.

### Feldspritze

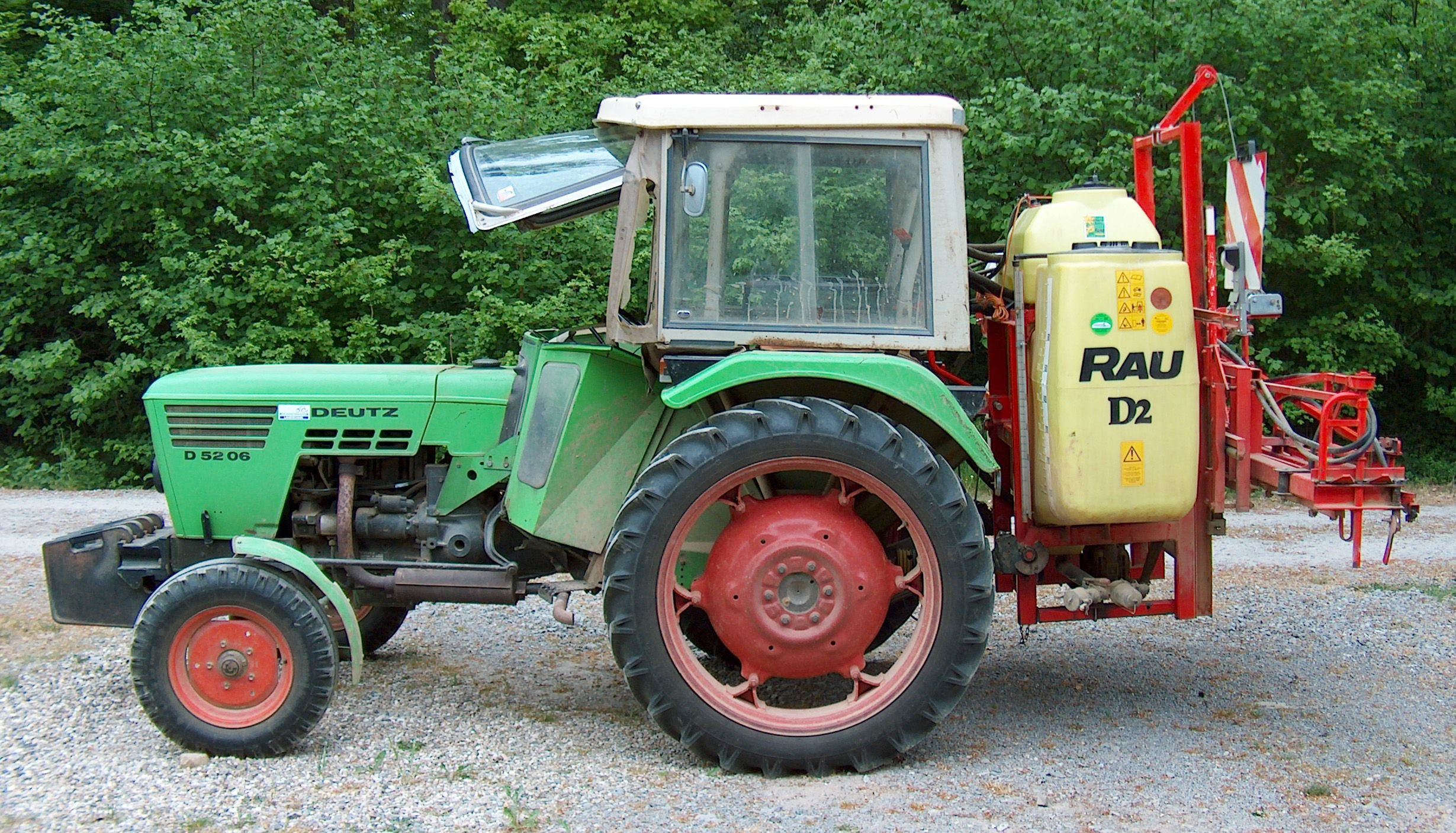
Ältere Anbauspritze am Dreipunkt eines Traktors

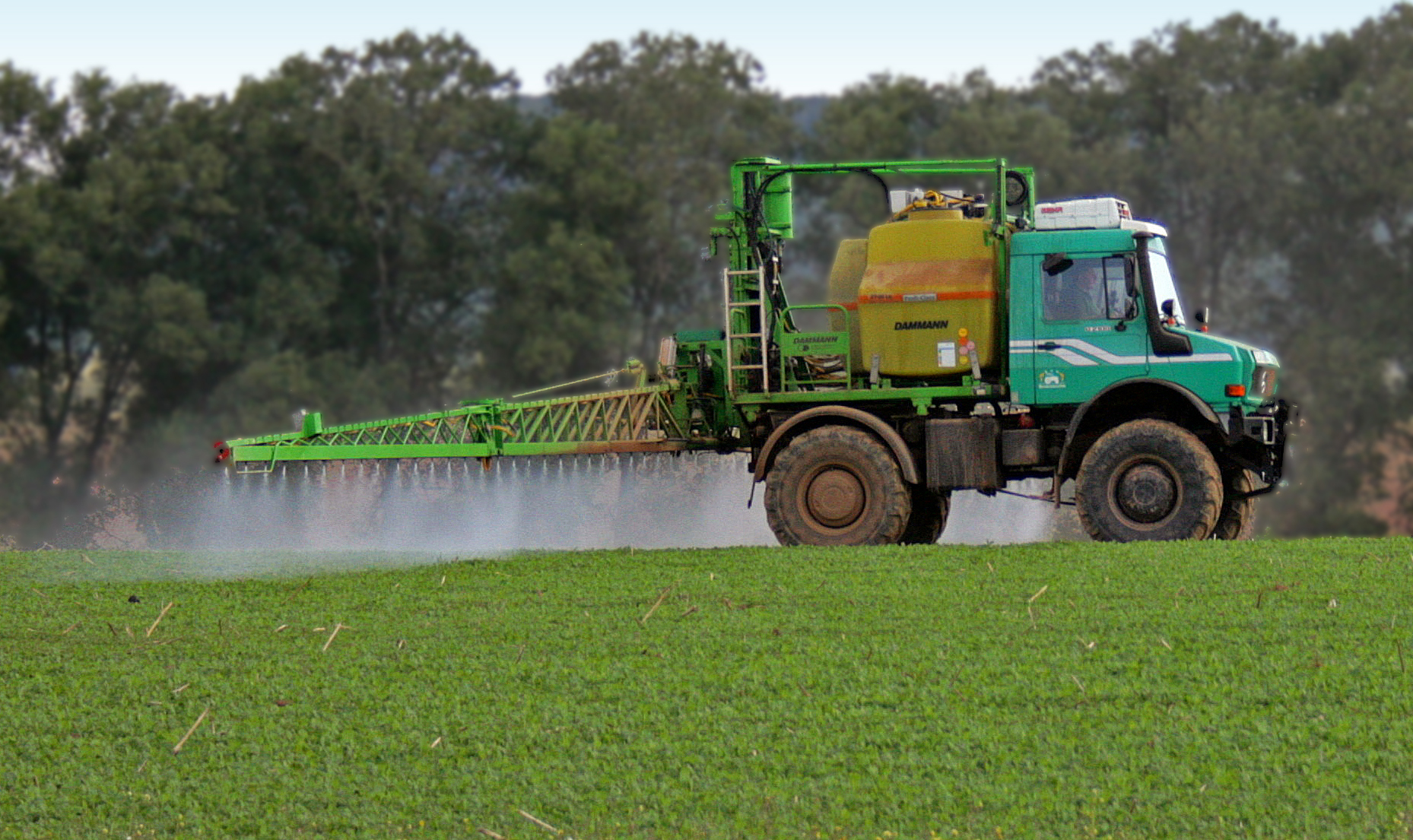
Aufbauspritze auf einem Mercedes Unimog 427

Eine Feldspritze ist ein landwirtschaftliches Gerät, das Pflanzenschutzmittel oder Flüssigdünger auf landwirtschaftliche Nutzflächen gleichmäßig verteilen kann. Bei Feldspritzen wird die Spritzbrühe durch eine dem Vorratsbehälter nachgelagerte Flüssigkeits-Pumpe unter Druck gebracht und dann mittels Spritzdüsen verteilt.
Man unterscheidet
- Anbau- (Anbau an der Dreipunkthydraulik),
- Aufbau- (Aufbau auf einer Ladefläche eines Geräteträgers, Unimogs, MB-tracs oder Fastracs),
- Anhänge- (Spritze mit eigenem Fahrwerk wird am Traktor angehängt) und
- selbstfahrende Spritzen (Fahrzeug mit eigenem Motor).

Feldspritzen werden meist über die Zapfwelle oder mit Hydraulikmotoren angetrieben.
Die maximale Arbeitsbreite von Feldspritzen betrug 2010 bis zu 54 m.

#### Technischer Aufbau und Zusatzfunktionen

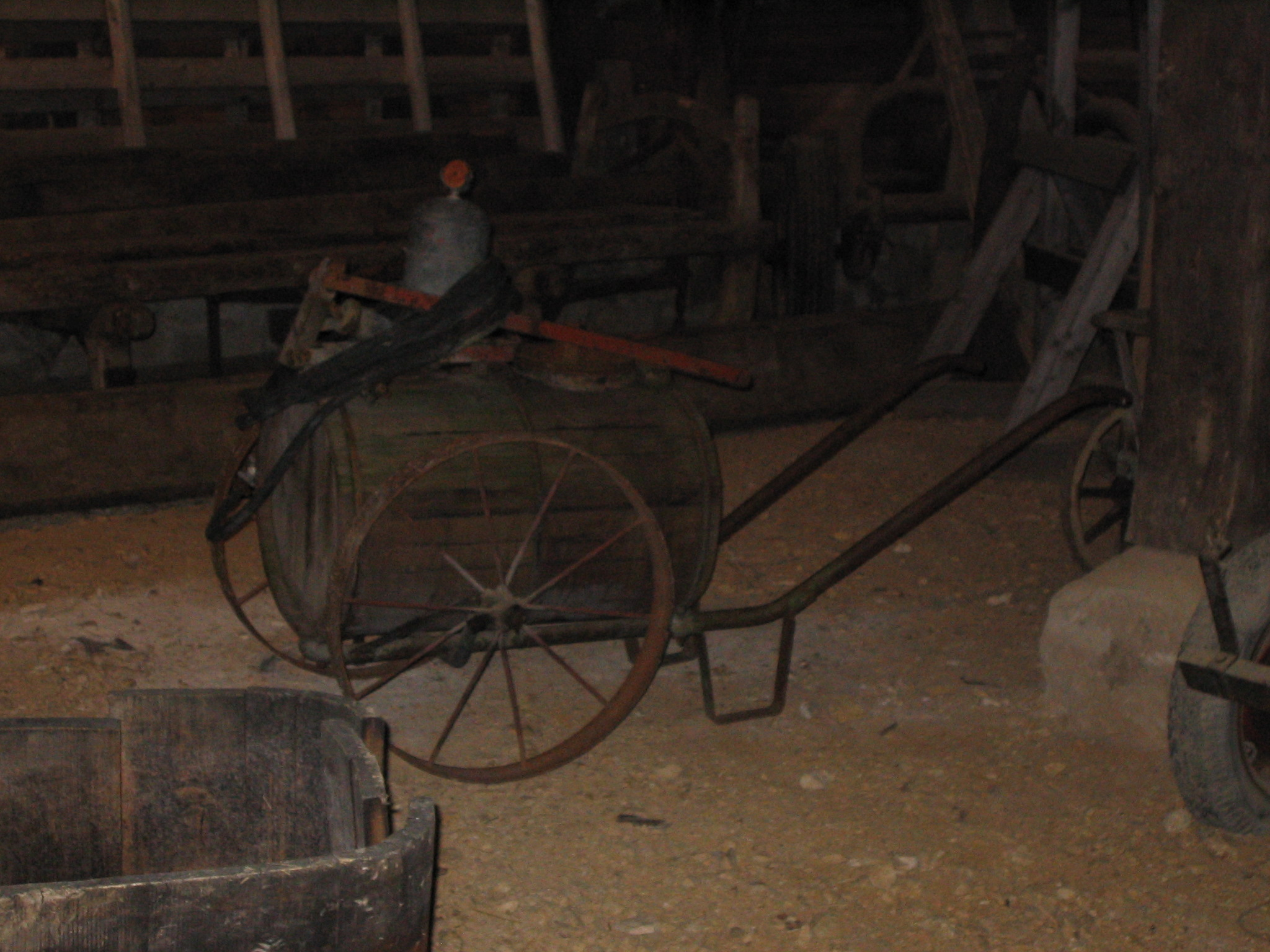
Historische Feldspritze im Freilichtmuseum Neuhausen ob Eck

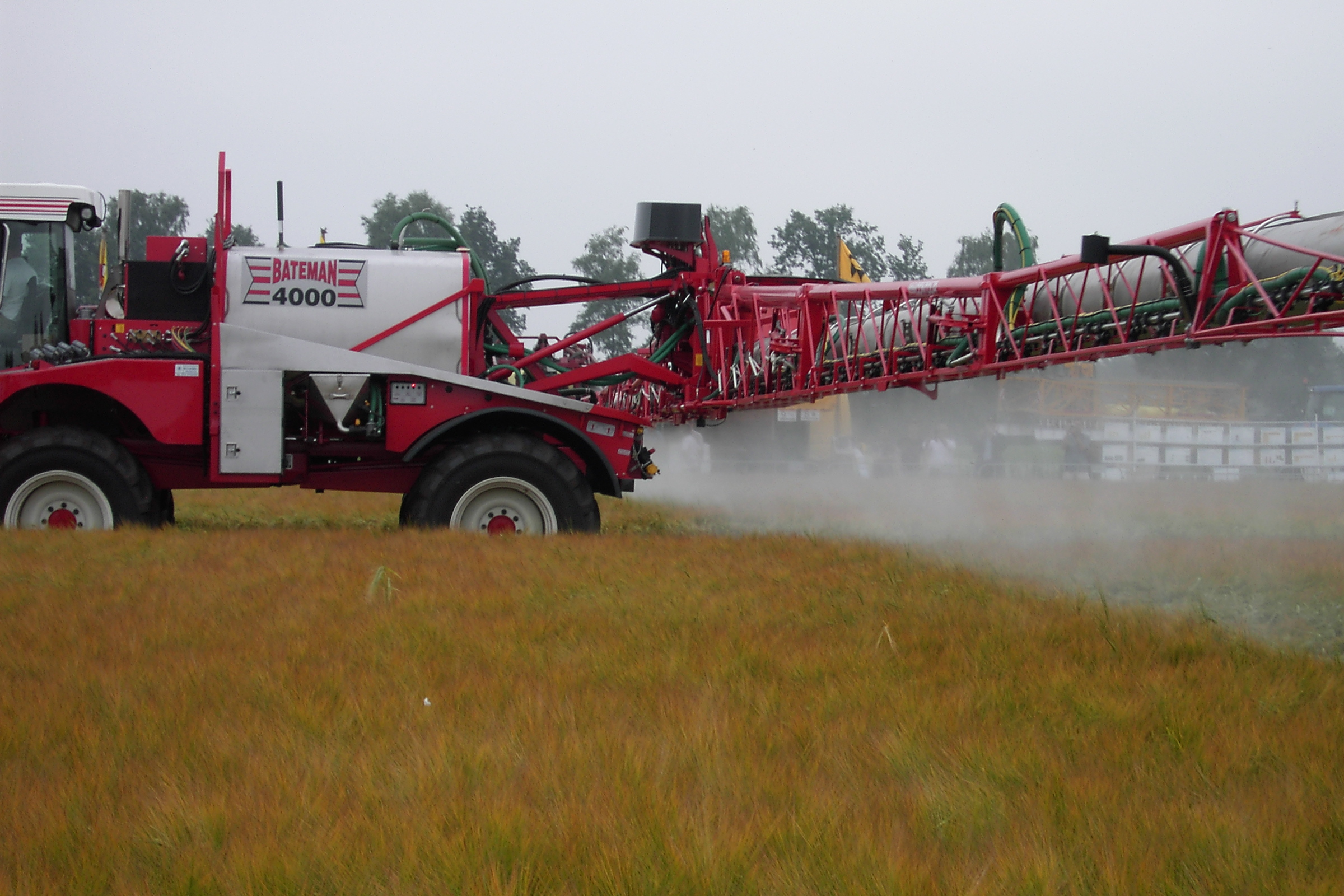
Selbstfahrspritze mit Luftunterstützung (eingeschaltet)

- Eine Feldspritze besteht aus den Grundkomponenten Tank mit Rührwerk, Pumpe, Filter, Armaturen und Spritzgestänge.
- Zur Steuerung von Spritzdruck in Abhängigkeit von der Fahrgeschwindigkeit ist bei modernen Geräten häufig ein Bordrechner verbaut.
- Das Spritzgestänge ist in Teilbreiten unterteilt, sodass nicht immer mit voller Arbeitsbreite gearbeitet werden muss.
- Zum Einfüllen der Pflanzenschutzmittel kann an der Seite in bequemer Höhe eine Einspülschleuse montiert sein. Dies ist ein Behälter mit rund 40 Liter Fassungsvermögen, von dem aus die Pflanzenschutzmittel angesaugt werden. Für als Pulver oder Granulat vorliegende Mittel ist außerdem eine Leitung installiert, um diese Substanzen mit Brühe aus dem Behälter anzumischen und einzuspülen. Zur Reinigung von Kanistern gibt es dort eine nach oben gerichtete Reinigungsdüse.
- Um Ablagerungen im Tank oder eine ungleiche Verteilung der auszubringenden Substanzen innerhalb der Spritzbrühe zu verhindern, ist in der Regel ein Rührwerk zur kontinuierlichen Durchmischung vorhanden. Bei älteren und v. a. größeren Geräten war eine mechanisch angetriebene Welle mit Rührflügeln üblich, während mittlerweile meist hydraulische Rührwerke eingesetzt werden. Sofern keine separate Pumpe hierfür vorhanden ist, fördert bei diesen Spritzen die Pumpe deutlich mehr Brühe, als zeitgleich über die Düsen ausgebracht werden kann. Diese überschüssige Menge wird über die Armatur in den Tank zurückgeführt. Als Rührwerksdüsen werden dort dann Rohre mit vielen kleinen Bohrungen oder spezielle Injektordüsen eingesetzt.
- Bei neueren Geräten dienen Reinigungsdüsen im Tank der besseren Säuberung nach Beendigung des Einsatzes. Herbizidreste in der Spritze wirken sich meist gravierend auf das Wachstum anderer, nachfolgend behandelter Kulturpflanzen aus.
- Im Tank können Schwallwände verbaut sein, um ein Aufschaukeln der Spritze bei Teilbefüllungen zu vermeiden. Diese erhöhen somit die Verkehrssicherheit, erschweren anderseits aber die Behälterinnenreinigung.
- Ein Klarwassertank zur Bevorratung von Spülwasser ist mittlerweile für Neugeräte ebenso vorgeschrieben, wie eine Reinigungslanze, mit der das Gestänge von außen gesäubert wird.
- Eine Feldspritze besitzt mehrere Filtereinheiten, um Verstopfungen der Düsen zu vermindern: Zunächst Siebe in der Einfüllöffnung und Filter auf der Saugseite, die das eingefüllte Wasser / die Düngemittellösung filtern. Anschließend passiert die mit Pflanzenschutzmittel versehene Spritzbrühe Filter auf der Druckseite und nochmals vor den Düsenmundstücken.
- Das Gestänge von Flächenspritzen hat in der Regel Spritzdüsen aus Kunststoff, Messing, Edelstahl oder Kunststoff-Keramik-Kombinationen im Abstand von 50 cm quer zur Fahrtrichtung. Vor den Düsenmundstücken sind in der Regel Membranventile angeordnet, die erst bei Erreichen eines definierten Mindestdruckes Flüssigkeit durchlassen, um nach dem Abschalten ein Nachtropfen der Düsen und das Leerlaufen der Leitung zu verhindern. Der austretende Spritzstrahl hat einen Winkel von 110 oder 120 Grad. Für die streifenweisen Behandlung beispielsweise im Zuckerrübenanbau kommen bei sog. Bandspritzen Düsen mit 80 oder 90 Grad zum Einsatz, die nur ein schmales Band um die Säreihe herum besprühen, während in den dazwischen liegenden Streifen auf die Ausbringung von Herbiziden verzichtet wird, wenn die Unkrautbekämpfung dort mechanisch erfolgen soll.
- Neueste Modelle bieten die Möglichkeit, die Gestängeleitung zu spülen, ohne dass die Düsen Flüssigkeit versprühen. Außerdem ist es bei dieser Technik möglich, dass direkt zu Arbeitsbeginn an jeder Düse die volle Pflanzenschutzmittel-Konzentration anliegt.
- Eine Hangsteuerung steuert das Gestänge über Ultraschallsensoren oder über manuelle Bedienung in einem gleichmäßigen Abstand zur behandelten Fläche.
- Optional sind Mehrfachdüsenhalter montiert, mit denen durch leichtes Verdrehen schnell eine andere Düse gewählt werden kann.
- Vereinzelt sind auch zwei Gestängeleitungen mit unterschiedlichen Düsen verbaut, um die Dosierung je nach Fahrgeschwindigkeit und Anwendungszweck ohne Düsenwechsel variieren zu können.

#### Teilflächenspezifische Behandlungen
- Durch die GPS-Technik ist es mittlerweile möglich, Teilbreiten oder sogar jede Spritzdüse automatisiert einzeln zu schalten. Dies ist vor allem bei keilförmigen Behandlungsflächen und breiten Gestängen von Vorteil.
- Ebenfalls mit GPS-Technik ist es schon seit längerem möglich, am Heimcomputer Karten zu erstellen, welche für die jeweiligen Teilflächen unterschiedliche Aufwandmengen vorsehen. Der Bordcomputer erhält diese Daten per USB oder Bluetooth-Verbindung. Anschließend kann er in Abhängigkeit vom mitgeteilten Standort die Ausbringmenge wie vorgeschrieben ansteuern.
- Ingenieure arbeiten an 2-Tank-Pre-mix Systemen. Die Spritzen haben 2 oder mehr Tanks: einen großen mit Wasserfüllung sowie einen oder mehrere kleine mit starker Konzentration der Pflanzenschutzmittel in Wasser. Die Konzentration der Pflanzenschutzmittel in der endgültigen Spritzbrühe wird während der Ausbringung rechnergestützt ständig an den unterschiedlichen Befallsdruck auf der Fläche angepasst.

#### Spezielle Applikationstechniken

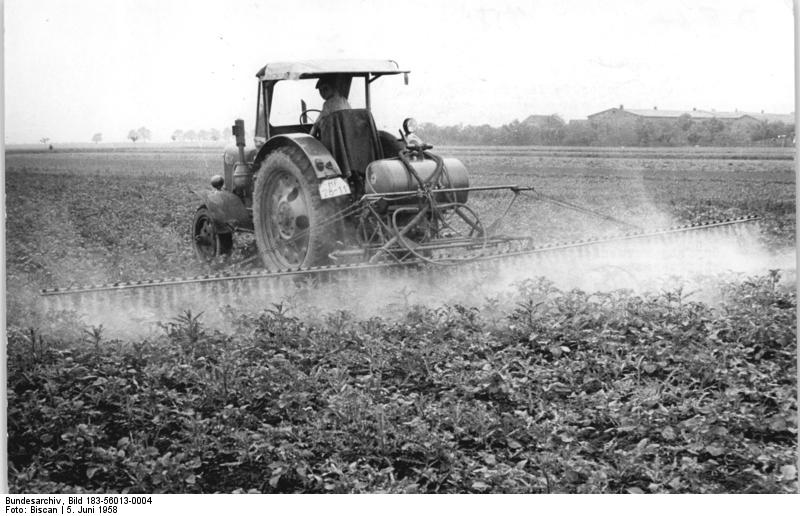
Spritze um 1958 mit sehr hoher Abdrift

Hier sind die Luftinjektordüsen, aktive Luftbeimischung, Luftschlauchsysteme, Sleepdoeksystem sowie Mehrlochdüsen zu unterscheiden.
Ziel vieler neuerer Entwicklungen ist es, Verluste durch Wind, auch Abdrift genannt, zu verringern. In Verbindung mit der Wahl der Einsatzparameter Düsengröße, Druck, Fahrgeschwindigkeit und Abdriftminderungsklassen ist es mit ihnen möglich die sogenannten Abdriftminderungsklassen 50 %, 75 % oder 90 % Abdriftminderung zu erreichen. Die Einhaltung dieser Klassen wird im Rahmen der Zulassung der Pflanzenschutzmittel durch das Bundesamt für Verbraucherschutz und Lebensmittelsicherheit gefordert, um bestimmte Präparate überhaupt einsetzen zu dürfen oder um bei anderen Präparaten die Abstände zu Gewässern oder Nichtzielflächen reduzieren zu können.
- Luftinjektordüsen haben seitlich Lufteintrittsöffnungen und erzeugen so ein gröberes Tropfenspektrum. Für kontaktwirksame Pflanzenschutzmittel sind sie weniger geeignet, jedoch haben sie den Vorteil geringerer Abdrift.
- Doppelflachstrahldüsen mit oder ohne Luftinjektion sollen durch das schräge Eindringen in den Bestand bewirken, dass nicht nur die obersten Teile der Pflanzen benetzt werden. Bei einigen Düsenmodellen ist die Anordnung der Schlitze asymmetrisch um hier den Einfluss der Vorfahrtgeschwindigkeit zu kompensieren.
- Bei der aktiven Luftbeimischung wird im Kompressor verdichtete Luft der Spritzbrühe direkt an der Düse beigemischt.
- Die schon älteren Luftschlauchsysteme erzeugen über einen enormen Luftstrom rund um den Spritzkegel eine Abschirmung vom Wind und gleichzeitig eine Öffnung des Pflanzenbestandes. So können auch tiefere Blattetagen sowie Blattrückseiten behandelt werden. Von Nachteil ist neben dem Energieaufwand die Geräuschkulisse sowie das Mehrgewicht. Außerdem kann es zu Nachteilen bei der Wirksamkeit durch Staubaufwirbelung kommen.
- Das Schlepptuchsystem bewirkt durch ein Niederdrücken und Öffnen des Bestandes eine gezielte Behandlung von Pflanzenteilen.[3] Direkt hinter dem Tuch sind Düsen in nur 50 cm Abstand montiert, die den Bestand schräg ansprühen. In neuesten Entwicklungen wurde das Tuch durch flexible Metallplatten ersetzt.
- Mehrlochdüsen, in Fachkreisen oft Pinkeldüsen genannt, haben mehrere Öffnungen, aus denen gebündelte Strahlen austreten. Sie eignen sich vor allem für Flüssigdüngerausbringung, bei denen eine feine Verteilung zu Ätzschäden führen würde.

Neueste Entwicklungen beschäftigen sich mit Kombinationen aus mehreren Düsen, die sich gleichzeitig im Betrieb befinden, um auf schwankende Ausbringwünsche zu reagieren und dabei ein praxistaugliches Spritzbild zu erhalten. Außerdem sind Düsen in Erprobung, die sich für Fahrgeschwindigkeiten ab 15 km/h eignen sollen.

### Spritzen für Sonderkulturen

#### Sprühgeräte für Raumkulturen

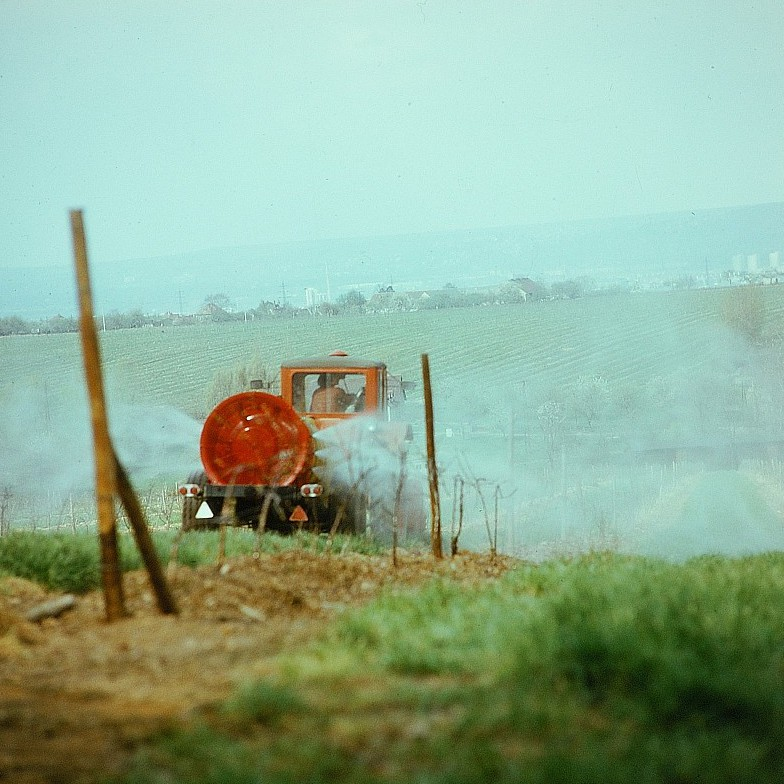
Gebläsespritze mit Axialgebläse, (1977) unsachgemäß eingestellt. Ein Großteil des Sprühnebels geht an der Zielfläche vorbei.

Sprühgeräte für Raumkulturen findet man in Anbaugebieten, in denen Weinreben und Obst angebaut werden. Sie werden von einem Traktor gezogen und sind entweder als Anbau- oder Anhängespritze ausgeführt.
Bei diesen Geräten wird der Sprühnebel mittels eines Gebläses verteilt, damit die zu schützenden Pflanzenteile ausreichend benetzt werden. Der Luftstrom bewirkt, dass teilweise auch von Blättern verdeckte Pflanzenteile, sowie die Blattrückseiten erreicht werden. Es gibt sowohl Düsen die kleinere, als auch welche die größere Tropfen erzeugen. Große Tropfen haben den Vorteil, dass die Windabdrift geringer ist. Hierbei können sowohl Flachstrahldüsen mit oder ohne Injektor als auch Hohlkegeldüsen zum Einsatz kommen.

#### Unterstockspritzen
Im Wein- und Obstbau werden häufig zur Herbizidausbringung unter den Reihen Unterstockspritzen eingesetzt, während die befahrbare Fläche mechanisch bearbeitet oder der Bewuchs dort regelmäßig gemulcht wird. Bei den Unterstockspritzen ist meist je nur eine einzelne Düse beiderseits des Traktors oder eines Anbaugerätes angeordnet. Aufgrund der geringen Spritzbrühemengen gibt es hier Geräte, die zum Antrieb der Pumpe mit einem kleinen Elektromotor auskommen, der aus dem Bordnetz des Traktors versorgt wird.
Für kleinere Einsatzflächen, oder beispielsweise um Rebstöcke mit grünen Trieben am Stamm aus der Applikation ausnehmen zu können, sind hier auch die unter Gartenspritzen angeführten Rückenspritzen üblich.

## Anerkennung und Prüfung
In Deutschland setzt die Anwendung eines Pflanzenschutzmittels mit Hilfe eines Pflanzenschutzgerätes voraus, das es nach seiner Beschaffenheit bei bestimmungsgemäßer und sachgerechter Verwendung keine schädlichen Auswirkungen auf die Gesundheit von Mensch und Tier und auf das Grundwasser hat und auch sonstige unvertretbare Auswirkungen insbesondere auf den Naturhaushalt verhindert, soweit dies jeweils nach dem Stande der Technik vermeidbar ist. Ein Verstoß muss für sich zwar nicht unmittelbar zu einer Sanktion führen, die zuständige Behörde kann dann aber den Einsatz dieses Gerätes bußgeldbewehrt untersagen. Auch kann die Zulassung bestimmter Pflanzenschutzmittel mit der Erfüllung dieser Voraussetzungen geknüpft sein, seine Anwendung also von der Nutzung so eines Gerätes abhängen.
Darauf (amtlich) geprüfte und anerkannte Geräte erhalten ein entsprechendes Siegel und werden in die vom Julius-Kühn-Institut (JKI) zu führende beschreibende Liste aufgenommen. Der Prüfstellenverbund ENTAM (European Network for Testing of Agricultural Machines) strebt eine wechselseitige Anerkennung einmal anerkannter Geräte in anderen Mitgliedsstaaten der EU an.
Bei der Reinigung von Pflanzenschutzgeräten, welche dem Austrag von Pestiziden dienen, können ebendiese in bedeutenden Mengen in Gewässer gelangen.